# Los Angeles Sparks
Las Los Angeles Sparks son un equipo profesional de baloncesto femenino de los Estados Unidos con sede en Los Ángeles, California. Compiten en la Conferencia Oeste de la Women's National Basketball Association (WNBA) y disputan sus partidos como locales en el Crypto.com Arena.
Es uno de los equipos que ha participado en dicha liga desde su temporada inaugural en 1997. Desde el principio, han sido un punto de atención primordial en la liga, a pesar de sus débiles comienzos, pasando por su banquillo varios entrenadores diferentes, fue con la llegada del exjugador de Los Angeles Lakers Michael Cooper y las excelentes actuaciones de su estrella Lisa Leslie, que Los Angeles Sparks obtendrían sus primeros dos títulos WNBA en 2001 y 2002. Los años posteriores han mantenido buen nivel y han llegado casi siempre a los playoffs, obteniendo del nuevo el título en 2016.
De 1997 a 2007 el equipo fue propiedad de la familia de Jerry Buss, también propietarios de Los Angeles Lakers. En 2007 la familia Buss vendió las Sparks a un grupo de inversionistas encabezados por Carla Christofferson y Katherine Goodman. Así las Sparks se convirtieron en uno de los seis equipos de la WNBA en ser poseídos y operados de manera independiente de los equipos de la NBA, pero en diciembre de 2013 una de las propietarias y presidenta del equipo Paula Madison comunica a la WNBA que ella y su familia ya no podían hacerse cargo del equipo, ya que desde el 2007 que adquirieron la franquicia habían tenido perdidas por $12 millones, incluyendo los $1.4 millones de la temporada 2013, por lo que el equipo fue puesto en venta a la espera de que la franquicia pudiera quedarse dentro de Los Ángeles.
Por su parte la presidenta de la WNBA, Laurel Richie indicaba que había varios grupos interesados en poseer un equipo de la WNBA y que la liga estaba considerando las diferentes opciones, una de estas era la de los propietarios de los Golden State Warriors que expresaron públicamente su interés, sin embargo el 5 de febrero de 2014 en una conferencia de prensa, la presidenta de la WNBA Laurel Richie anuncia que la WNBA y la NBA habían aprobado por unanimidad la compra de Los Angeles Sparks por un grupo de inversionistas liderados por Earvin “Magic” Johnson y por el propietario de Los Angeles Dodgers, Mark R. Walter, el grupo de inversionistas también incluye a los siguientes copropietarios de Los Angeles Dodgers: Todd L. Boehly, Robert L. Patton y Stan Kasten. De esta forma el equipo mantiene su nombre y seguirá disputando sus encuentros en el Staples Center de Los Ángeles.

## Historia
El equipo de Los Angeles Sparks fue Fundado en 1997 como uno de los ocho equipos originales de la Asociación Nacional de Baloncesto Femenina WNBA, Los Angeles Sparks jugaron el partido inaugural de la WNBA el 21 de junio de 1997, frente a las New York Liberty en el Great Western Forum en Inglewood, CA. 

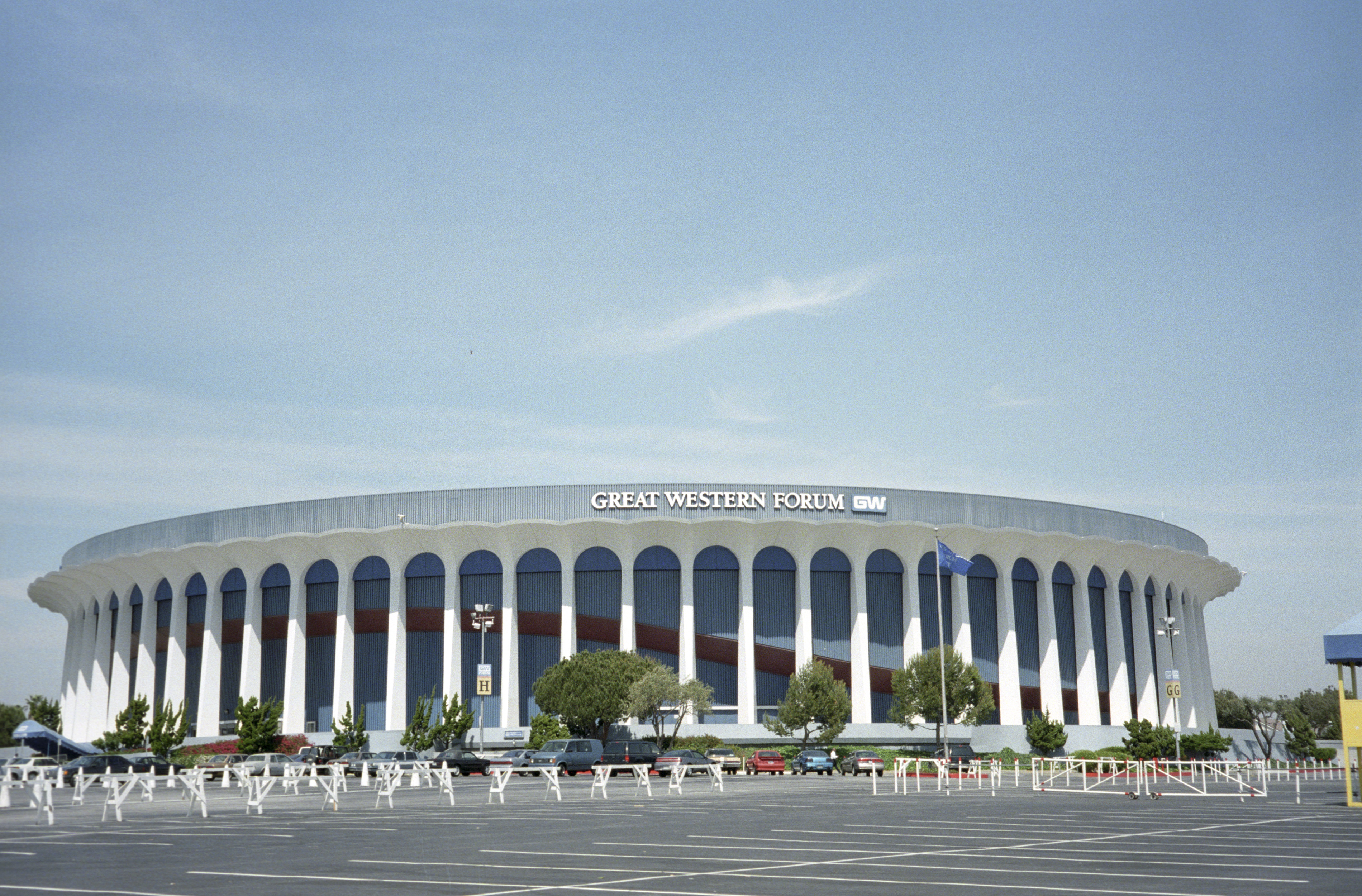
Great Western Forum, pabellón del equipo desde 1997 hasta 2001.

 Una multitud de 14,284 observaron como la base de las Sparks Penny Toler anotaba la primera canasta de la historia de la liga, aunque las New York Liberty terminarían ganando 67-57. Las Sparks lograron un impresionante récord 45-17 en cuatro temporadas en el Great Western Forum antes de seguir a sus homólogos de la NBA, Los Angeles Lakers, al Staples Center, ubicado en el corazón del centro de Los Ángeles.

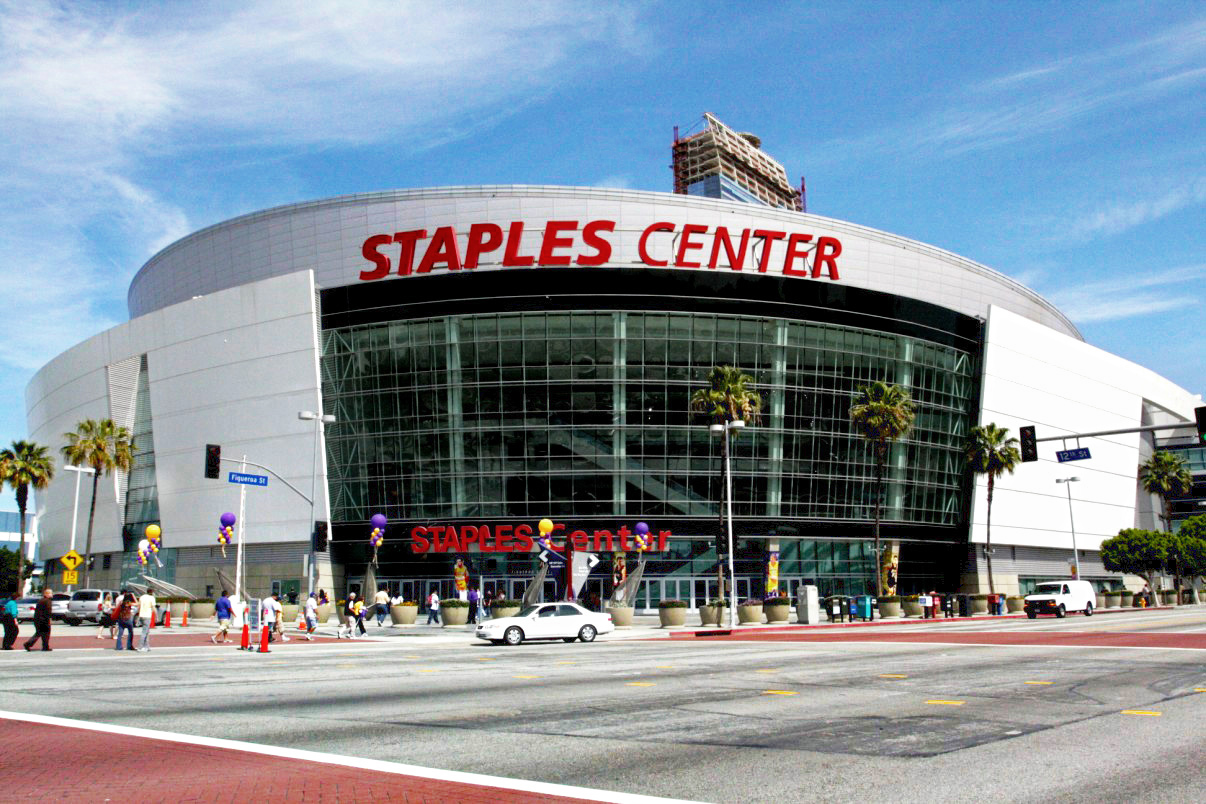
Staples Center.

En 2001 ya con el equipo dirigido por Michael Cooper y liderado por Lisa Leslie, las Sparks ataron la liga rompiendo el récord de la franquicia con 28 triunfos en su temporada de debut en el Staples Center. 

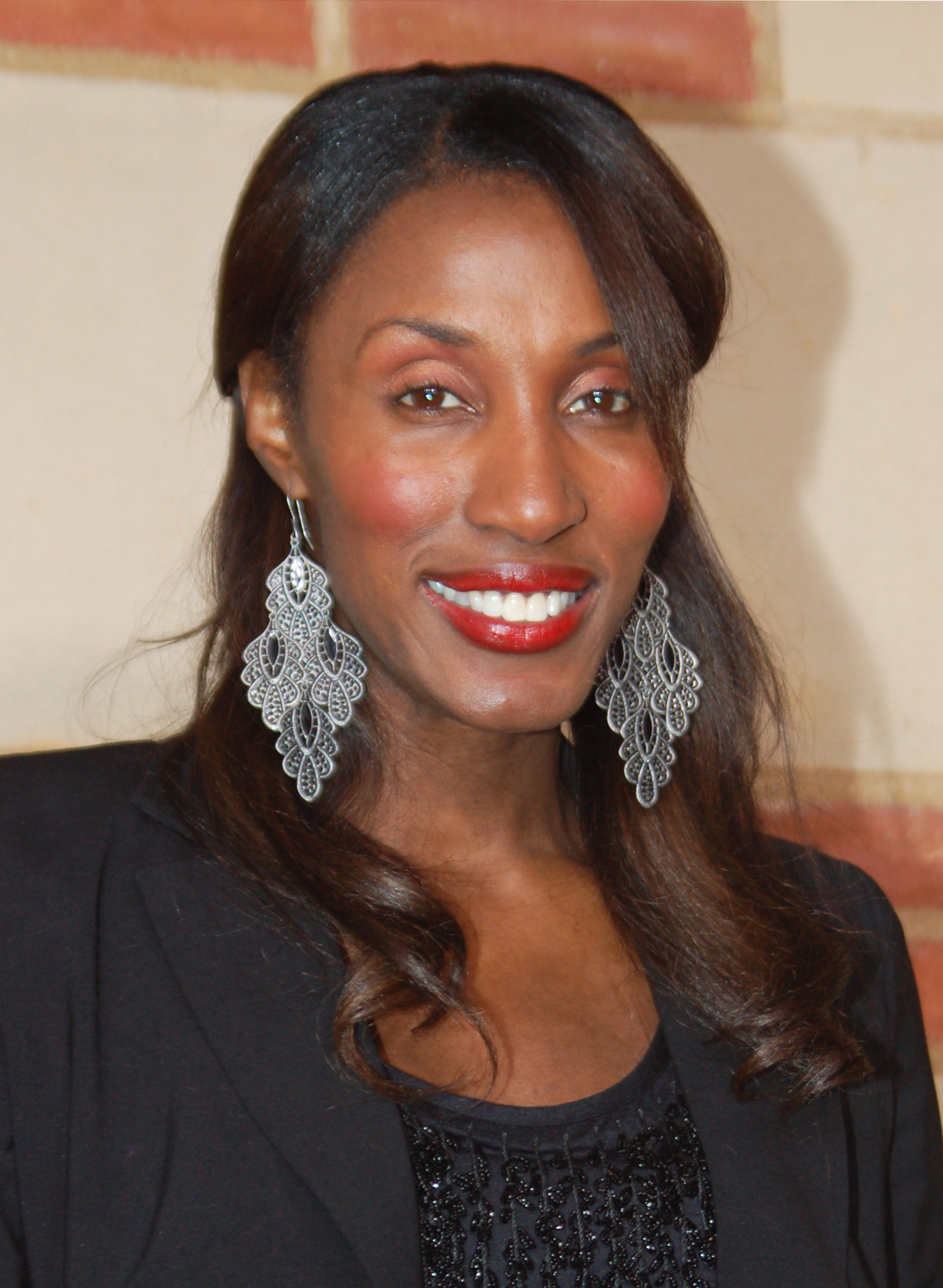
Lisa Leslie

Los Angeles terminarían la temporada regular invictas en casa con la mejor marca de la WNBA de 16-0. La Sparks también encabezarían la liga en puntos (76.3), rebotes defensivos (0.720), rebotes totales (0.39) y asistencias (18.3) por partido, obtuvieron su primer campeonato de la WNBA barriendo en las finales a las campeonas de la Conferencia Este, Charlotte Sting.
En el 2002, las Sparks se convirtieron en el segundo equipo en la historia de la WNBA en conseguir dos campeonatos seguidos, en las finales barrieron a las campeonas de la conferencia del Este New York Liberty, este año también será recordado ya que la gran estrella de la época Lisa Leslie se convertiría en la primera mujer en hacer un mate en la historia de la WNBA.
En la temporada 2003, el equipo estuvo plagado de lesiones, sin embargo lograron superarse e incluso llegaron a obtener el título de la Conferencia Oeste por tercer año consecutivo, y aunque ganaron el primer partido de las finales contra Detroit Shock 75-63, el segundo lo perdieron por un punto 62-61, lo que forzó un tercer juego que se celebró en Auburn Hills, y que resultó ser un acontecimiento histórico, ya que se jugó ante la multitud más grande en la historia de la WNBA 22,076 espectadores. La victoria del choque fue sellado por la canasta de tres puntos de la jugadora de Detroit Deanna Nolan con 53 segundos por jugar y la ejecución de perfectos tiros libres en la recta final, evitando que las Sparks lograran su tercer campeonato al hilo.
En 2004 las Sparks continuaron su impresionante racha de apariciones en los playoffs, pero las Sacramento Monarchs terminaron con las posibilidades de las Sparks de repetir como campeonas de la Conferencia Oeste, eliminándolas en las semifinales.
En 2005 Los Angeles contratan a las seis veces WNBA All-Star Chamique Holdsclaw, quien dirigió las Sparks en puntos y tiros libres, mientras que la veterena Lisa Leslie continuaba impresionando con sus números 15.2 por partido y un total de 71 bloqueos, Además de hacer historia como la primera mujer en hacer un mate en un juego All-Star Game de la WNBA, a pesar de esto las Sacramento Monarchs vuelven a eliminar a las Sparks en las semifinales de conferencia.
En 2006 Lisa Leslie se convirtió en la primera jugadora de la WNBA en llegar a 5,000 puntos en su carrera y fue nombrada la jugadora más valiosa MVP de la WNBA por tercera vez. La ilustre carrera de Leslie fue honrada en una celebración en la cancha por el entonces presidente del equipo, Johnny Buss. Además también se homenajea a la ex-Sparks y ya desde ese momento gerente general del equipo Penny Toler retirando su camiseta número 11, siendo la primera camiseta femenina en retirarse en el Staples Center, en la temporada las Sparks llegan a las finales de conferencia pero pierden contra las Monarchs
En la temporada 2007 la estrella Lisa Leslie estuvo de baja por maternidad y la alero estrella Chamique Holdsclaw anunció su retiro abrupto de la WNBA con sólo cinco partidos jugados de la temporada, esto llevó a que las Sparks terminaran como la peor franquicia de la temporada regular, rompiendo una cadena de ocho apariciones en playoffs.
Las fortuna de las Sparks cambiaría ya que les tocó poder elegir primero en el draft de la WNBA de 2008 y obviamente seleccionaron a la estrella en ese entonces de la NCAA y que condujo a las Lady Vols de Tennessee a dos campeonatos consecutivos, Candace Parker.
Además 2008, también marca el regreso de la MVP Lisa Leslie y la All-Star DeLisha Milton-Jones. Los Angeles fueron llevados toda la temporada por las tres grandes estrellas desde el primer juego donde Parker logra el récord al mejor debut de una novata, y es líder en puntos de la temporada con 18.5 puntos y 9.5 rebotes, mientras que Leslie mantiene 15.5 puntos y 9.5 rebotes y Milton-Jones 13.9 puntos. Logran regresar a los playoffs, pero las San Antonio Silver Stars las eliminan en las finales de conferencia del oeste, a pesar de eso las Sparks se llevan a casa tres de los premios individuales más prestigiosos de la liga. Lisa Leslie ganó el de Mejor Defensora de la WNBA del 2008 y Candace Parker se convirtió en la primera jugadora en la historia de la WNBA en ganar el premio de Rookie del Año y el premio MVP de la liga en el mismo año.
En 2009, las Sparks logran reunir un buen grupo de excelentes jugadoras con la adición de Tina Thompson, Betty Lennox y Noelle Quinn, además de Lisa Leslie que anunciaba que ese año sería su última temporada en la WNBA, pero se lesionó al principio de la temporada, aunque retornaría después, al igual que Candace Parker que se ausentaría al principio de la temporada por maternidad y se reincorporaría después, el equipo perdió en las finales de la conferencia del Oeste frente a las Phoenix Mercury.
El 2010 también fue un año en que las lesiones afectaron al equipo, se lesionaron Candace Parker y Ticha Penicheiro entre otras, el equipo entró a playoffs pero fue eliminado por las Seattle Storm en semifinales de conferencia.
En 2011, la presidenta de las Sparks presenta a Lisa Leslie a la multitud como el nuevo miembro del grupo de propietarios del equipo. De este modo, se convirtió en la primera jugadora ex-WNBA que invierte en un equipo de la liga. El equipo queda fuera de los playoffs.
En 2012, bajo pocas probabilidades las Sparks ganan en la lotería del draft elegir primero, eligiendo a la jugadora de la Universidad Stanford, Nneka Ogwumike, la cual no defrauda y por sus excelentes números se lleva el premio a la mejor Rookie del Año de la WNBA, además otra de las jugadoras Kristi Toliver gana el premio Most Improved Player de la temporada y la entrenadora del equipo Carol Ross obtiene el galardón de entrenadora del año, mientras que Candace Parker se mantuvo en los primeros puestos de la lista de MVP de la temporada regular. Las Sparks aseguraron un retorno a los playoffs, vencieron a las San Antonio Silver Stars y en las finales de la Conferencia del Oeste no pudieron contra las campeonas del año anterior Minnesota Lynx.
En 2013, las Sparks clasifican de nuevo a los playoffs terminando segundas en Conferencia del Oeste por debajo del equipo de Minnesota Lynx y con su jugadora estrella Candace Parker elegida como MVP de la temporada regular, les toco enfrentarse en semifinales a las terceras clasificadas Phoenix Mercury, quienes terminaron ganando la serie 2-1 venciendo en el primer y tercer partido a Los Angeles Sparks en su propia casa.

## Jugadoras

### Números retirados
| Números retirados por las Los Angeles Sparks |             |        |           |       |
| N.º                                          | Jugadora    | Puesto | Periodo   | Fecha |
| 9                                            | Lisa Leslie | P      | 1997-2009 |       |
| 11                                           | Penny Toler | B      | 1997-1999 |       |